# Jevgeni Tomasjevski

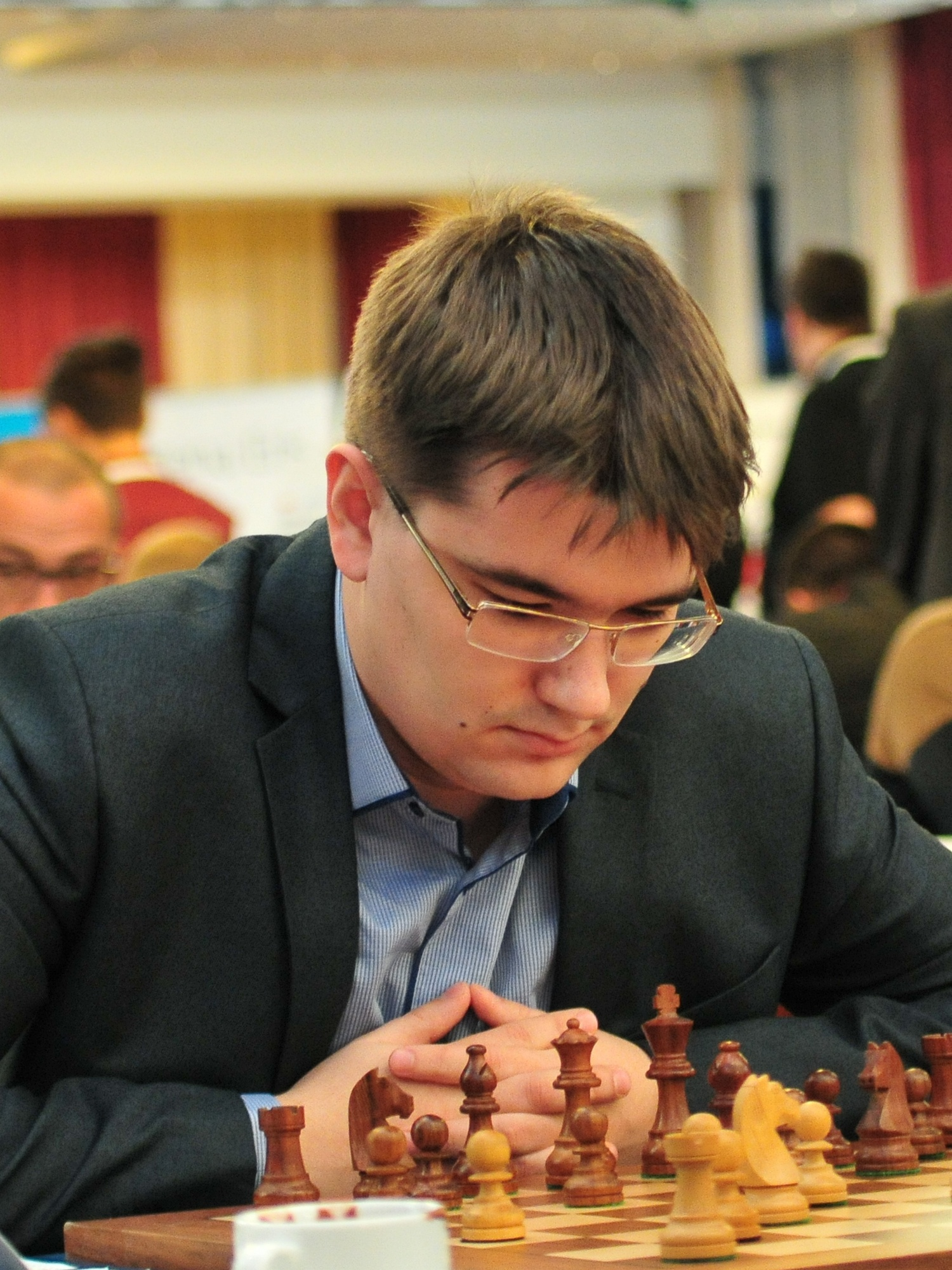
Tomasjevski in 2013

Jevgeni Joerjevitsj Tomasjevski (Russisch: Евгений Юрьевич Томашевский) (Saratov, 1 juli 1987) (ook: Evgeny Tomashevsky) is een Russische schaker. Hij is sinds 2005 een grootmeester (GM). Tomasjevski is tweevoudig Russisch schaakkampioen (2015 en 2019) en in 2009 was hij Europees kampioen. Hij nam in 2007, 2009, 2011, 2013, 2015, 2017 en 2019 deel aan het toernooi om de FIDE Wereldbeker schaken. 

## Schaakcarrière
- Jevgeni Tomasjevski won in 1997 het Russisch jeugdkampioenschap in de categorie tot 10 jaar.
- In 2001 in Rybinsk won hij op 13-jarige leeftijd het Russisch kampioenschap voor spelers tot 18 jaar,[2] met 9½ pt. uit 11 partijen.[3]
- In 2004 werd hij tweede op het Wereldkampioenschap schaken voor jeugd, in de categorie tot 18 jaar.[4]
- In sept. 2005 speelde hij mee in de semi-finale om het kampioenschap van Rusland dat in Kazan gespeeld werd. Tomasjevski eindigde met 6 punten op een gedeelde derde plaats.
- In 2007 werd hij tweede op het Aeroflot Open toernooi.[5]
- In 2009 won hij het tiende Europees kampioenschap schaken, via tiebreaks, met een beslissende match tegen de Rus Vladimir Malachov.[6]
- In 2009 was hij onderdeel van het Russische team bij het Europees schaakkampioenschap voor landenteams; zij eindigden als tweede.
- In januari 2010 won hij met het Russische team de gouden medaille op het Wereldkampioenschap schaken voor landenteams 2009 in Bursa.[7]
- In 2011 werd hij gedeeld eerste met Nikita Vitiugov en Lê Quang Liêm in het Aeroflot Open, derde via tiebreak.[8]
- Bij het WK 2012 was Jevgeni Tomasjevski een secondant van Boris Gelfand.[9]
- In februari 2015 won Tomasjevski de ronde in Tbilisi van de FIDE Grand Prix 2014–15 met 8 pt. uit 11 (+5 =6 –0), 1½ punt meer dan nummer twee Dmitry Jakovenko, met overwinningen op Baadoer Dzjobava, Aleksandr Grisjtsjoek, Shakhriyar Mamedyarov, Maxime Vachier-Lagrave en Rustam Kasimdzjanov[10] en performance-rating 2916.[11]
- In augustus 2015 won Tomasjevski de superfinale van het Russisch schaakkampioenschap in Chita, met 7½ pt. uit 11.[12]
- In 2016 werd hij met het Russische nationale team derde op 42e Schaakolympiade in Bakoe.
- In 2019 won Tomasjevski voor de tweede keer het kampioenschap van Rusland, in Votkinsk – Izhevsk (Oedmoertië), met 7 pt. uit 12 partijen.[13]

Als hoofdzakelijk positioneel speler, brildragend en hoog opgeleid, werd Tomasjevski door sommige schakers aangeduid met de bijnaam "Professor".